# 로야시

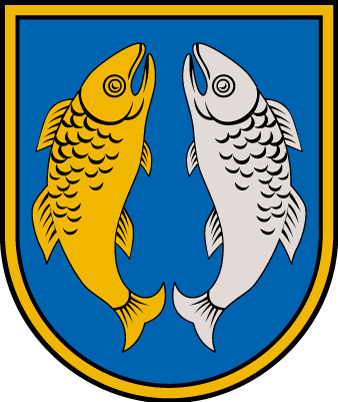
시 문장

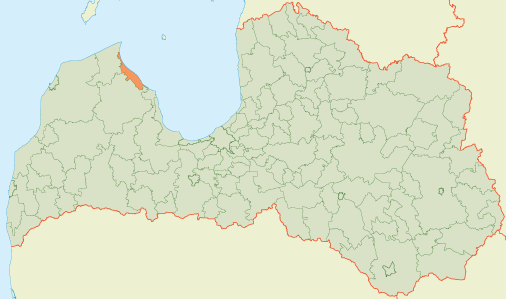
로야 시의 위치

로야시(라트비아어: Rojas novads)는 라트비아의 지방 자치체로 행정 중심지는 로야이며 면적은 309.5km2, 인구는 6,271명(2009년 기준), 인구 밀도는 20명/km2이다. 1개 교구를 관할한다.